# Irano-Canadiens
Les Irano-Canadiens ou Perso-Canadiens, sont des citoyens du Canada issus de l'immigration iranienne ou qui possèdent la double nationalité iranienne et canadienne.

## Terminologie
Le terme « Irano-Canadien » est interchangeable avec « Perso-Canadien »,,, en raison du fait que, dans le monde occidental, l'Iran est longtemps connu sous le nom de « Perse ». Au Norouz de 1935, Reza Shah Pahlavi demande dans une correspondance officielle aux délégués étrangers d'utiliser le nom « Iran », l'endonyme du pays utilisé depuis l'empire sassanide. L'usage d'« Iran » devient dès lors plus courante dans les pays occidentaux. En 1959, le gouvernement de Mohammad Reza Shah Pahlavi annonce que les noms « Perse » et « Iran » sont interchangeables et équivalents. Cependant, la question est toujours débattue aujourd'hui,.

## Répartition géographique

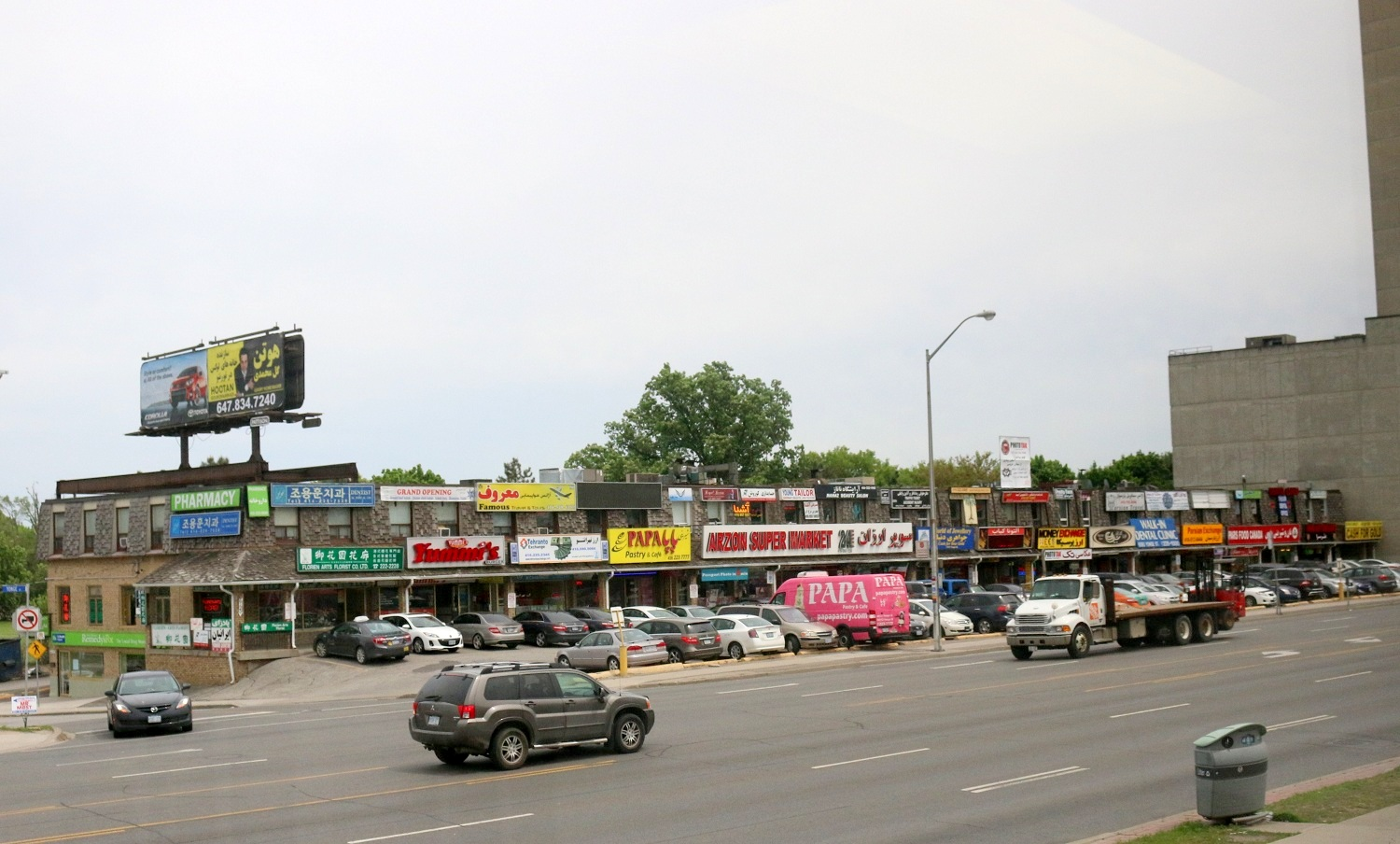
Petite Perse sur la rue Yonge à North York.

Au recensement canadien de 2016, on dénombre 210 405 Irano-Canadiens. Ceux-ci sont surtout regroupés dans les régions métropolitaines de Toronto, Vancouver et Montréal, qui concentrent plus des trois quarts de la diaspora.
Près de la moitié des Irano-Canadiens (46,2 %, soit 97 110 personnes) habitent dans la région métropolitaine de Toronto, où ils forment entre 1 et 2 % de la population. Les Canadiens déclarant avoir des origines iraniennes sont particulièrement concentrés dans la région d'York, alors que les 41 005 Irano-Canadiens qui y vivent constituent près de 4 % de la population.
Le cinquième de la diaspora habite le grand Vancouver, où l'on dénombre 46 255 Irano-Canadiens, formant un peu moins de 2 % de la population. La troisième région métropolitaine regroupant le plus d'Irano-Canadien est celle de Montréal, avec 23 410 personnes déclarant avoir une origine iranienne, soit 0,6 % de la population. Les régions métropolitaines de Calgary, d'Ottawa-Gatineau, et de Kitchener-Cambridge-Waterloo comprennent entre 0,5 % et 0,6 % d'Irano-Canadien dans leur population,,.

## Personnalités irano-canadiennes

### Intellectuels

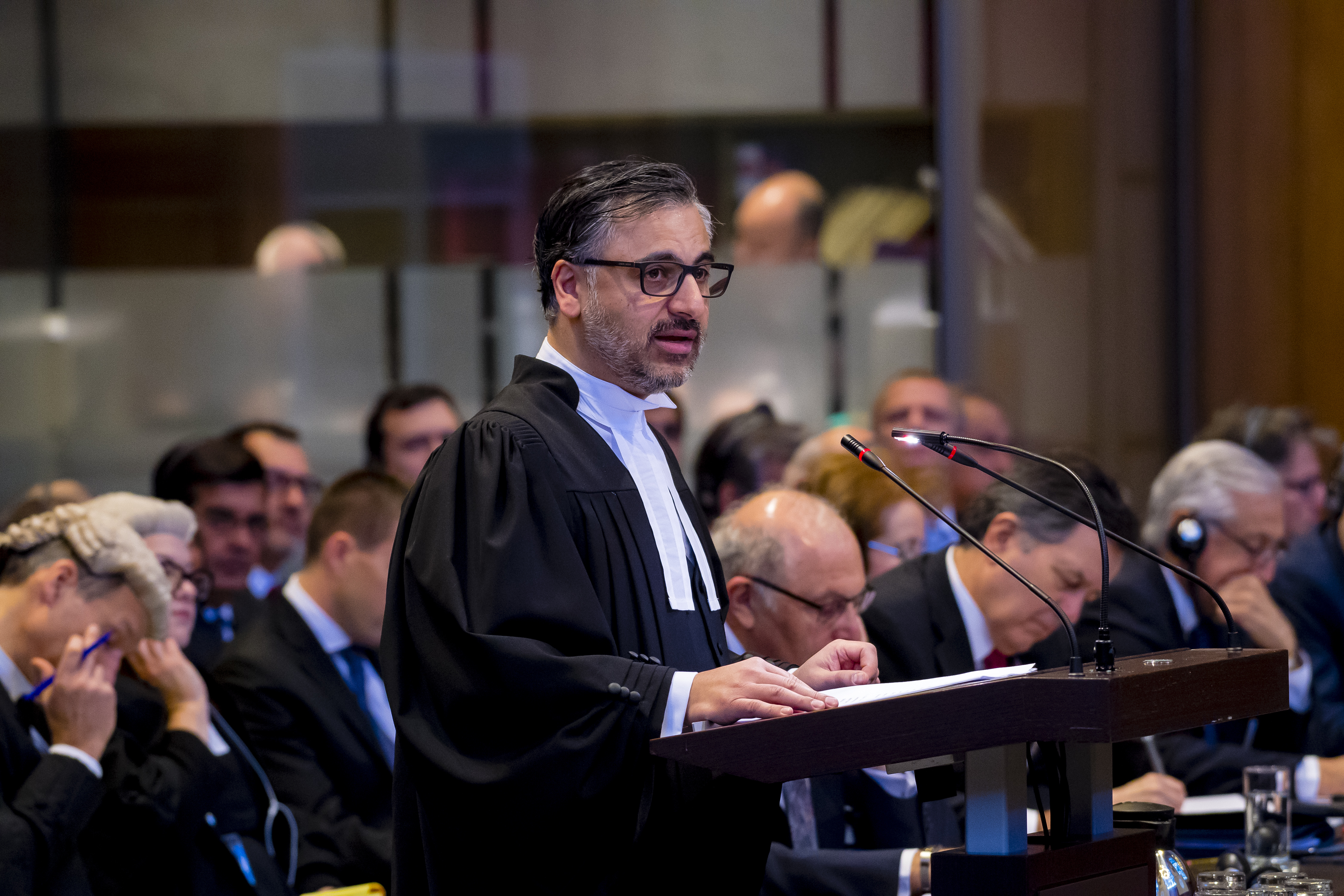
Payam Akhavan au tribunal de La Haye.

- Payam Akhavan (en), avocat en droit international[19];
- Kaveh Farrokh (en), historien;
- Ramin Jahanbegloo, philosophe et professeur;
- Ali Khademhosseini (en), professeur agrégé de médecine;
- Shahrzad Mojab, écrivaine et professeure;
- Reza Zadeh (en), informaticien.
- Armin Navabi , blogueur.

### Art et littérature
- Hossein Amanat, architecte et designer urbain;
- Reza Baraheni, romancier, poète, critique d'art et militant;
- Jian Ghomeshi, ancien animateur de CBC;
- Siamak Hariri (en), architecte
- Ramin Karimloo, acteur et chanteur;
- Navid Khonsari (en), créateur de jeux vidéo, bédéiste, scénariste et écrivain;
- Fariborz Lachini, compositeur;
- Nima Mazhari, peintre, photographe et mari de la biathlète Myriam Bédard;
- Sanaz Mazinani (en), photographe et conservatrice;
- Marina Nemat, écrivaine;
- Ghazal Omid (en), essayiste, conférencier, administrateur;
- Fariborz Sahba, architecte
- Parviz Tanavoli, sculpteur et peintre

### Mannequinat
- Nazanin Afshin-Jam, mannequin, actrice, autrice-compositrice interprète, épouse de l'ancien ministre canadien de la Défense, Peter MacKay;
- Samantha Tajik, mannequin.

### Affaires

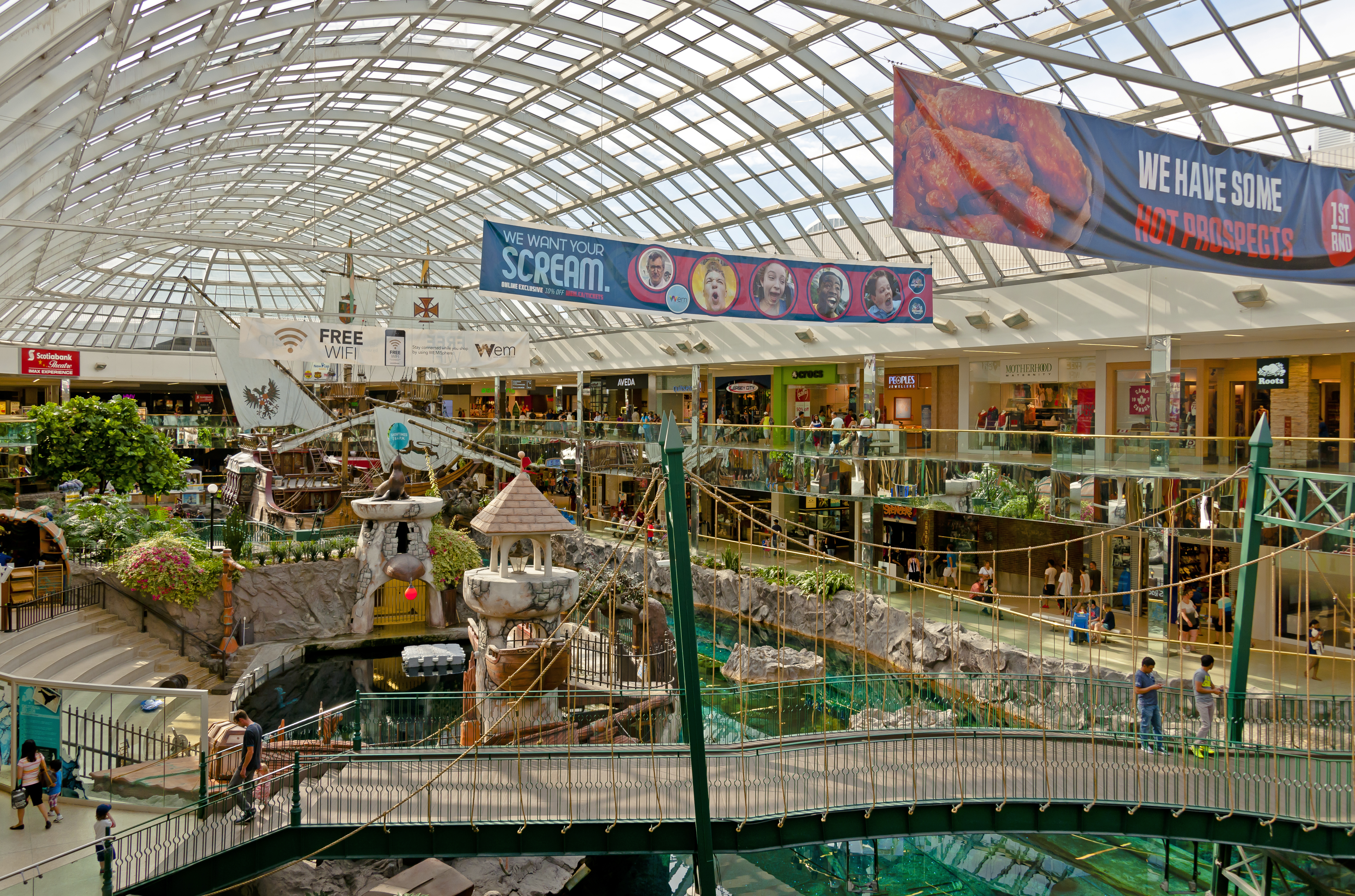
Le West Edmonton Mall, propriété de la famille Ghermezian.

- La famille Ghermezian, magnats de l'immobiliers
- Hassan Khosrowshahi (en), fondateur de Future Shop;
- Karim Hakimi (en), fondateur de Hakim Optical;
- Shahrzad Rafati (en), fondatrice de BroadbandTV;
- Shahin Assayesh (en), éditrice.

### Criminalité
- Omid Tahvili (en), gangster.

### Journalisme

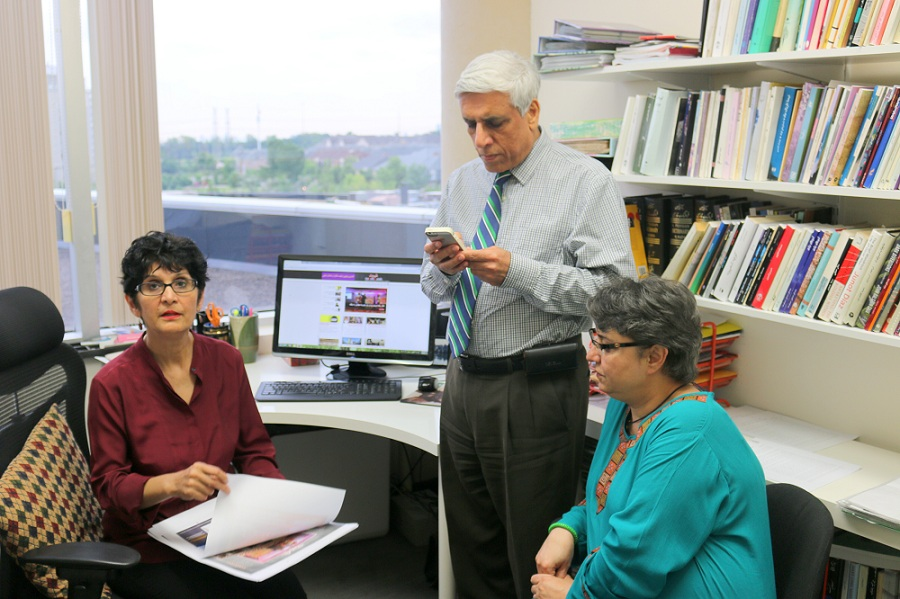
L'équipe de rédaction de l'hebdomadaire Shahrvand à Toronto, le plus important journal farsi au Canada

Divers médias de langue persane (y compris la télévision et les journaux) sont actifs au Canada, notamment Shahrvand (en) et Salam Toronto (en), qui couvrent également des événements locaux.
- Maziar Bahari (en), journaliste;
- Farid Haerinejad (en), documentariste;
- Zahra Kazemi, photojournaliste;
- Nikahang Kowsar, dessinateur;
- Touka (en) et Mana Neyestani, dessinateurs.

### Politique

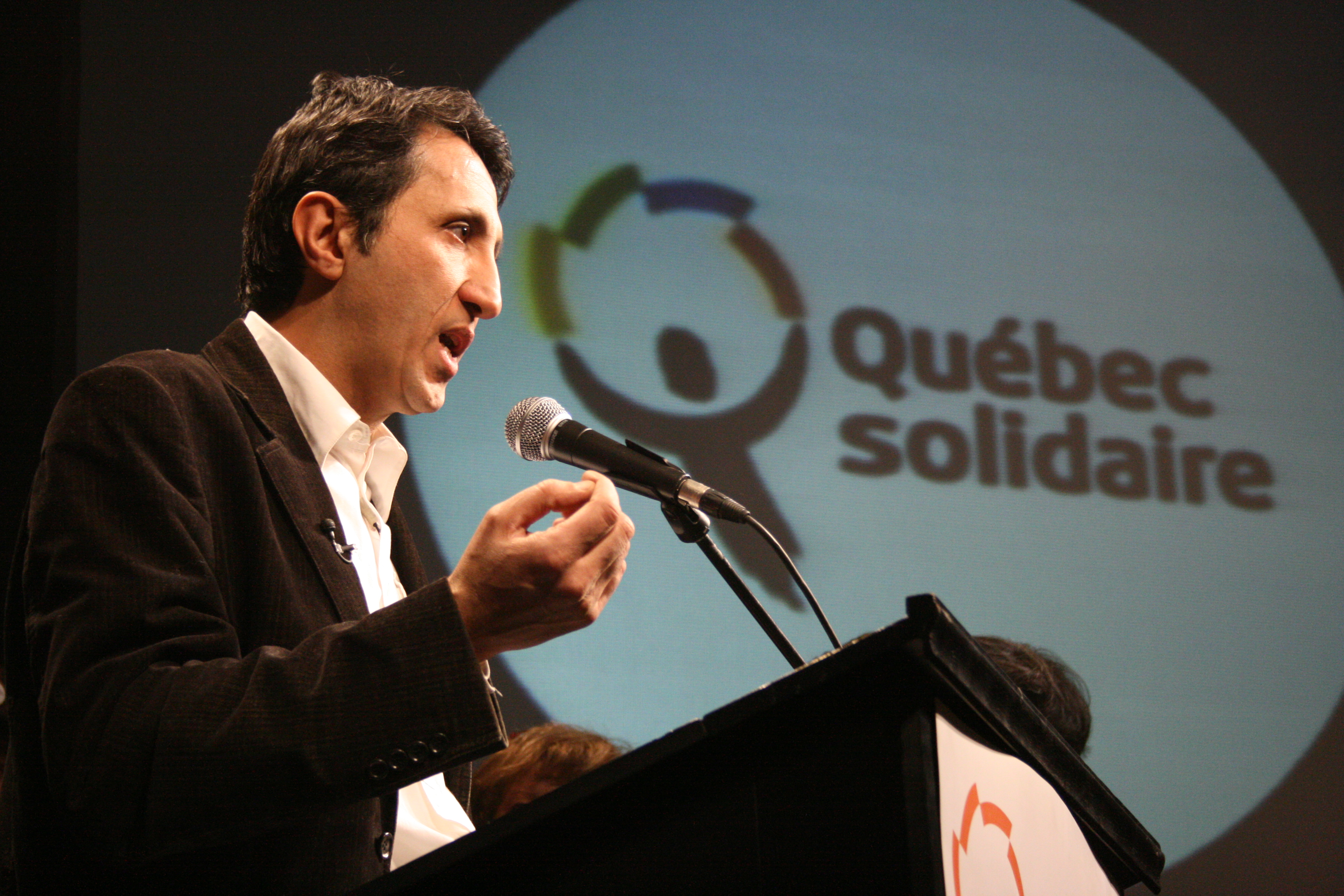
Amir Khadir, politicien Irano-Canadien.

- Ali Ehsassi, député de Willowdale à la Chambre des communes, avocat;
- Majid Jowhari, député de Richmond Hill à la Chambre des communes, ingénieur;
- Amir Khadir, fondateur de Québec solidaire, médecin spécialiste;
- Reza Moridi (en), ancien député de Richmond Hill à l'Assemblée législative de l'Ontario, physicien, ingénieur.

## Voir également
- Azerbaïdjano-Canadiens (en)
- Arméno-Canadiens
- Diaspora iranienne
- Irano-Américains
- Kurdes au Canada (en)